# Opération Canton
Seconde guerre sino-japonaise
L'opération Canton (廣州戰役) se déroule d'octobre à décembre 1938 durant la seconde guerre sino-japonaise. L'armée impériale japonaise et la marine impériale japonaise tentent de faire un blocus de la Chine pour l'empêcher de communiquer avec l'extérieur et d'importer des armes et du matériel militaire. Le contrôle de la ville de Canton et de la rivière des Perles permet un blocus plus efficace de la province du Guangdong et également d'isoler la colonie britannique de Hong Kong.